# Ismail Azzaoui
Ismail Azzaoui (Bruxelles, 6 gennaio 1998) è un calciatore belga, attaccante dell'Omonia 29is Maiou.

## Caratteristiche tecniche
È un'ala molto veloce e dotata di grande tecnica individuale, capace di giocare su entrambi i lati del campo; è stato paragonato al connazionale Adnan Januzaj.

## Palmarès

### Club

#### Competizioni nazionali
- Eerste Divisie: 1

Heracles Almelo: 2022-2023